# Winton (Queensland)
Pour les articles homonymes, voir Winton.
Winton est une ville dans l'Est de l'état du Queensland en Australie. Elle a une population de 875 habitants en 2016.

## Histoire
Les peuples aborigènes Maiawali (en) et Karuwali (en) sont les habitants ancestraux de la région. À 15 km de Winton, se trouve le site d'un massacre des autochtones locaux par des colons d'origine européenne à la fin des années 1800. Vers 1875, Robert Allen, un ancien sergent de police, ouvre un magasin sur le site, il est considéré comme le fondateur de la ville. Les diligences de Cobb et Co deservent Winton en 1880 par les routes postales du Queensland. M. Robert Johnstone en 1880 devient le premier magistrat de police de la ville.

## Culture
L'acteur Jason Clarke est née dans la commune. En 2019, la série télévisée australienne Total Control met en scène la ville d'où est originaire l'héroïne principale.